# Oliva farcida

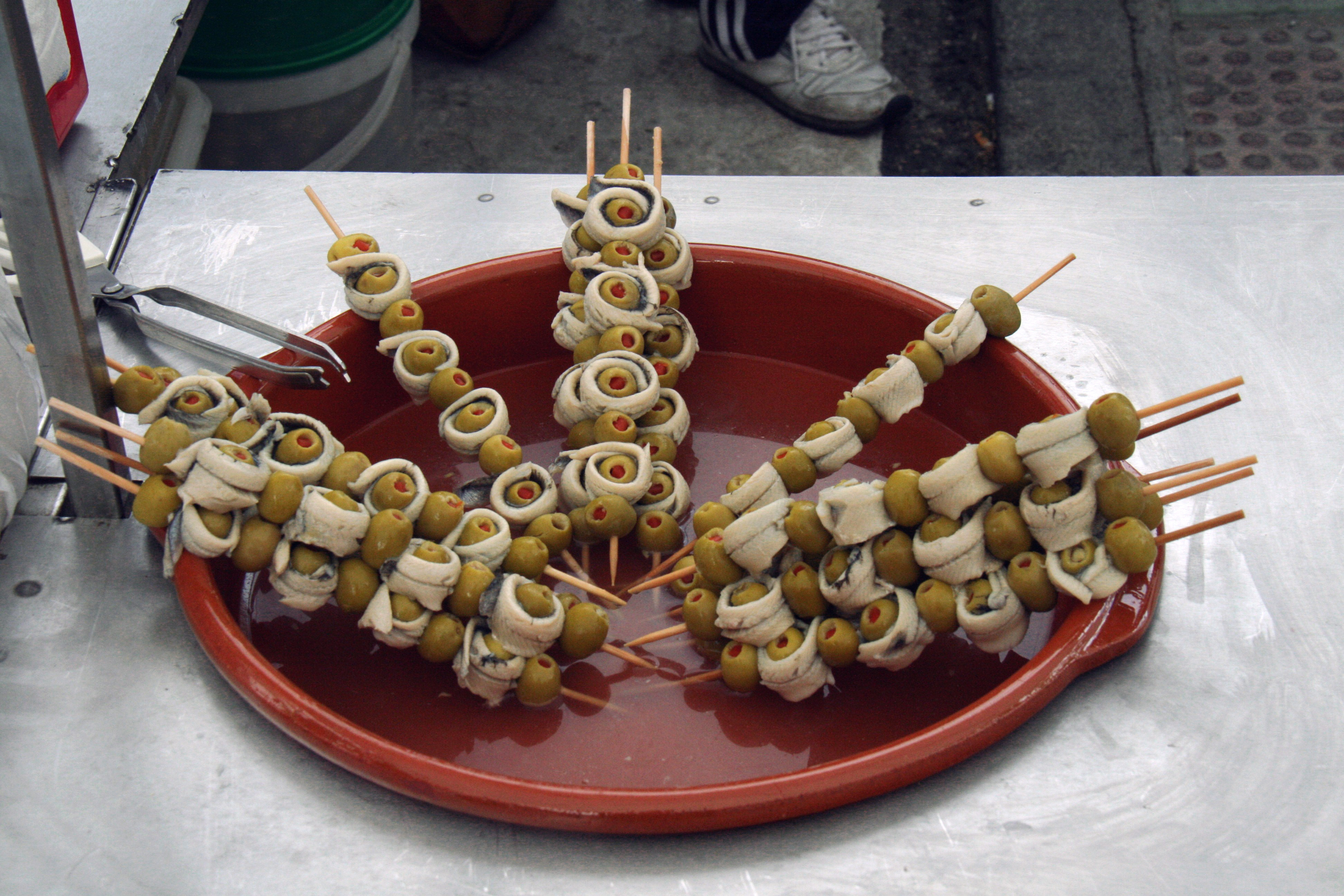
Plat d'olives farcides

Les olives farcides consisteixen en una preparació d'olives de taula. En la gastronomia de la ciutat d'Alcoi hi ha una activitat conservera que proveeix a tot el país. Les olives se solen farcir d'anxova i/o pimentó. Se solen servir com una simple tapa en un plat o com a decoració de còctels.
S'elaboren de manera tradicional i artesanal emprant les olives verdes per norma general. En primer lloc, s'utilitza un buidador manual per traure l'os del seu interior (els ossos solen usar-se com a biomassa) i posteriorment, s'emboteixen amb el farcit. La conserva de les olives farcides presenta algunes dificultats depenent del tipus de farcit. Els farcits d'anxova presenten problemes per ser fàcilment alterables i inestables després de les altes temperatures emprades en la pasteurització. Amb aquest objecte, se solen afegir espessidors com l'alginat sòdic i alginat càlcic. Altres dels farcits solen ser formatge blau, carns com el pollastre, ametla, pimentó (generalment rostit), etc. En l'actualitat, aquestes olives es realitzen industrialment mitjançant un sistema d'injecció en el qual s'utilitza un gelificant que, barrejat amb el farcit, se solidifica ràpidament.